# Molen van Overrepen
De Molen van Overrepen is een watermolen in Overrepen in de Belgische gemeente Tongeren. De molen bevindt zich aan de Hasseltsesteenweg.
De molen bestaat uit twee gebouwen die gelegen zijn rond een ommuurde binnenplaats. De molenaarswoning is een herenhuis van het dubbelhuistype dat dateert uit de 18e eeuw. De eigenlijke molen is gerenoveerd en omgevormd tot een taverne.
De molen en de omgeving zijn beschermd als monument en dorpsgezicht.
- Inventaris van het Bouwkundig Erfgoed (Vlaanderen): 37524